# Lista över nationalsånger
| Land ( * = ej självständig stat)                                       | Nationalsång                                                                        | Titeln översatt till svenska                                         |
| ---------------------------------------------------------------------- | ----------------------------------------------------------------------------------- | -------------------------------------------------------------------- |
| Abchazien* (autonom republik i Georgien)                               | Aiaaira                                                                             | Seger                                                                |
| Afghanistan                                                            | Sououd-e-Melli                                                                      | Folkets hymn                                                         |
| Albanien                                                               | Himni i Flamurit                                                                    | Hymn till flaggan                                                    |
| Algeriet                                                               | Kassaman                                                                            | Vi lovar                                                             |
| Amerikanska Jungfruöarna* (del av USA)                                 | Virgin Islands March                                                                | Jungfruöarnas marsch                                                 |
| Amerikanska Samoa* (del av USA)                                        | Amerika Samoa                                                                       | Amerikanska Samoa                                                    |
| Andorra                                                                | El Gran Carlemany                                                                   | Den store Karl den store                                             |
| Angola                                                                 | Angola Avante                                                                       | Framåt Angola                                                        |
| Anguilla* (del av Storbritannien)                                      | God Save the King                                                                   | Gud bevare kungen                                                    |
| Antigua och Barbuda                                                    | Fair Antigua, We Salute Thee                                                        | Vackra Antigua, vi hälsar dig                                        |
| Argentina                                                              | Oid, Mortales                                                                       | Hör, O dödliga!                                                      |
| Armenien                                                               | Mer Hajrenik                                                                        | Vårt fosterland                                                      |
| Aruba                                                                  | Aruba Deshi Tera                                                                    | Aruba dyra land                                                      |
| Assyrien* (del av Irak)                                                | Roomrama                                                                            | [Översättning saknas; komplettera gärna informationen!]              |
| Australien                                                             | Advance Australia Fair God Save the King                                            | Gå framåt sköna Australien Gud bevare kungen                         |
| Bahamas                                                                | March On, Bahamaland                                                                | Fortsätt marschera, Bahamas                                          |
| Bahrain                                                                | Bahrainona                                                                          | Vårt Bahrain                                                         |
| Balearerna* (del av Spanien)                                           | La Balanguera                                                                       | Balangueran                                                          |
| Bangladesh                                                             | Amar Sonar Bangla                                                                   | Mitt gyllene Bengalen                                                |
| Barbados                                                               | In plenty and in time of need                                                       | I överflöd och i tid av nöd                                          |
| Baskien* (del av Spanien)                                              | Eusko Abendaren Ereserkia                                                           | Detta tillhör oss                                                    |
| Belarus                                                                | My, bjelarusy                                                                       | Unga Vitryssland                                                     |
| Belgien                                                                | La Brabançonne                                                                      | Sången om Brabant                                                    |
| Belize                                                                 | Land of the Free                                                                    | De frias land                                                        |
| Benin                                                                  | L'Aube Nouvelle                                                                     | En ny dags gryning                                                   |
| Bermuda* (del av Storbritannien)                                       | God Save the King                                                                   | Gud bevare kungen                                                    |
| Bhutan                                                                 | Druk tsendhen                                                                       | Åskdrakens kungadöme                                                 |
| Bolivia                                                                | Bolivianos, El Hado Propicio                                                        | Bolivianer, ett vänligt öde                                          |
| Bosnien och Hercegovina                                                | Intermeco                                                                           | [Översättning saknas; komplettera gärna informationen!]              |
| Botswana                                                               | Fatshe leno la rona                                                                 | Välsignat vare detta ädla land                                       |
| Brasilien                                                              | Hino Nacional Brasileiro                                                            | Brasiliens nationalsång                                              |
| Brittiska Jungfruöarna* (del av Storbritannien)                        | God Save the King                                                                   | Gud bevare kungen                                                    |
| Brunei                                                                 | Allah Peliharakan Sultan                                                            | O Gud, länge leve vårt majestät sultanen                             |
| Bulgarien                                                              | Mila Rodino                                                                         | Kära fosterland                                                      |
| Burkina Faso                                                           | Une Seule Nuit                                                                      | En enda natt                                                         |
| Burundi                                                                | Burundi bwacu                                                                       | Älskade Burundi                                                      |
| Caymanöarna* (del av Storbritannien)                                   | Beloved Isles Cayman God Save the King                                              | Älskade Caymanöarna Gud bevare kungen                                |
| Centralafrikanska republiken                                           | La Renaissance                                                                      | Återfödseln                                                          |
| Chile                                                                  | Dulce Patria, recibe los votos Himno nacional de Chile                              | Dyra hemland, mottag vår hängivenhet                                 |
| Colombia                                                               | Himno Nacional de la República de Colombia                                          | Republikens Colombias nationalsång                                   |
| Cooköarna* (del av Nya Zeeland)                                        | God Defend New Zealand                                                              | Gud försvara Nya Zeeland                                             |
| Costa Rica                                                             | Noble patria, tu hermosa bandera                                                    | Ädla fosterland, din vackra flagga                                   |
| Cypern                                                                 | Ymnos pros tin Eleftherian                                                          | Hymn till friheten                                                   |
| Danmark                                                                | Kunglig: Kong Christian Civil: Der er et yndigt land                                | Kung Christian Det är ett vackert land                               |
| Dominica                                                               | Isle of Beauty, Isle of Splendour                                                   | Vackra ö, praktfulla ö                                               |
| Dominikanska republiken                                                | Quisqueyanos valientes                                                              | Modiga söner från Quisqueye                                          |
| Ecuador                                                                | Salve, Oh Patria                                                                    | Vi hälsar dig, vårt hemland                                          |
| Egypten                                                                | Bilady, Bilady, Bilady                                                              | Mitt hemland, mitt hemland, mitt hemland                             |
| Elfenbenskusten                                                        | L'Abidjanaise                                                                       | Abidjans sång                                                        |
| El Salvador                                                            | Saludemos la Patria orgilosos                                                       | Var hälsat stolta fädernesland                                       |
| Ekvatorialguinea                                                       | Caminemos Pisando la Senda de Nuestra Inmensa Felicidad                             | Låt oss gå längs stigen av vår väldiga glädje                        |
| Estland                                                                | Mu isamaa, mu õnn ja rõõm                                                           | Mitt fädernesland, min lycka och glädje                              |
| Etiopien                                                               | Whedefit Gesgeshi Woude Henate Ethiopia                                             | Gå framåt, kära mor Etiopien                                         |
| Europeiska unionen* (mellanstatlig union)                              | Ode "An die Freude"                                                                 | Till glädjen                                                         |
| Filippinerna                                                           | Lupang Hinirang                                                                     | Älskade land                                                         |
| Falklandsöarna* (del av Storbritannien)                                | God Save the King                                                                   | Gud bevare kungen                                                    |
| Fiji                                                                   | God Bless Fiji                                                                      | Gud välsigne Fiji                                                    |
| Finland                                                                | Vårt land/Maamme                                                                    |                                                                      |
| Frankrike                                                              | La Marseillaise                                                                     | Marseljäsen (eg. "Marseillebornas sång")                             |
| Franska Guyana* (del av Frankrike)                                     | La Marseillaise                                                                     | Marseljäsen                                                          |
| Franska Polynesien* (del av Frankrike)                                 | La Marseillaise                                                                     | Marseljäsen                                                          |
| Färöarna* (del av Danmark)                                             | Tú alfagra land mítt                                                                | Du mitt vackra land                                                  |
| Gabon                                                                  | La Concorde                                                                         | Överenskommelsen                                                     |
| Gambia                                                                 | For The Gambia Our Homeland                                                         | För Gambia, vårt hemland                                             |
| Georgien                                                               | Tavisupleba                                                                         | Frihet                                                               |
| Ghana                                                                  | God Bless Our Homeland Ghana                                                        | Gud välsigne vårt hemland Ghana                                      |
| Gibraltar* (del av Storbritannien)                                     | God Save the King                                                                   | Gud bevare kungen                                                    |
| Grekland                                                               | Ymnos pros tin Eleftherian                                                          | Hymn till friheten                                                   |
| Grenada                                                                | Hail Grenada                                                                        | Hyllning till Grenada                                                |
| Grönland* (del av Danmark)                                             | Nunarput utoqqarsuanngoravit                                                        | Vårt land, som har blivit så gammalt                                 |
| Guadeloupe* (del av Frankrike)                                         | La Marseillaise                                                                     | Marseljäsen                                                          |
| Guam* (tillhör USA)                                                    | Stand Ye Guamanians                                                                 | Stå upp guamaner                                                     |
| Guatemala                                                              | Guatemala Feliz                                                                     | Lyckliga Guatemala                                                   |
| Guinea                                                                 | Liberté                                                                             | Frihet                                                               |
| Guinea-Bissau                                                          | Esta é a nossa pátria bem amada                                                     | Detta är vårt mycket älskade fädernesland                            |
| Guyana                                                                 | Dear Land of Guyana, of Rivers and Plains                                           | Kära Guyana, landet av floder och palmer                             |
| Haiti                                                                  | La Dessalinienne                                                                    | Dessalines sång                                                      |
| Honduras                                                               | Tu bandera es un lampo de cielo                                                     | Din flagga är ett himmelskt ljus                                     |
| Indien                                                                 | Jana-Gana-Mana                                                                      | Du är härskaren över allas sinnen                                    |
| Indonesien                                                             | Indonesia Raya                                                                      | Stora Indonesien                                                     |
| Irak                                                                   | Ardulfurataini Watan                                                                | Landet med två floder                                                |
| Iran                                                                   | Sorood-e Jomhoori-e Eslami                                                          | Islamiska republikens sång                                           |
| Irland                                                                 | Amhrán na bhFiann                                                                   | Soldatens sång                                                       |
| Island                                                                 | Lofsöngur                                                                           | Lovsång                                                              |
| Isle of Man*                                                           | God Save the King Arrane Ashoonagh Vannin                                           | Gud bevare kungen O vårt födelseland                                 |
| Israel                                                                 | Hatikvah                                                                            | Hoppet                                                               |
| Istrien* (del av Kroatien)                                             | Krasna zemljo                                                                       | Vackra land                                                          |
| Italien                                                                | Il Canto degli Italiani Inno di Mameli                                              | Bröder av Italien Mamelis hymn                                       |
| Jamaica                                                                | Jamaica, Land We Love                                                               | Jamaica, landet vi älskar                                            |
| Japan                                                                  | Kimi ga yo                                                                          | Må ni få 1000 år av lyckligt välde                                   |
| Jemen                                                                  | United Republic                                                                     | Förenade republiken                                                  |
| Jordanien                                                              | As-salam al-malaki al-urdoni                                                        | Länge leve konungen!                                                 |
| Kambodja                                                               | Nokoreach                                                                           | Kungligt rike                                                        |
| Kamerun                                                                | Chant de Ralliement                                                                 | Sång för samling                                                     |
| Kanada                                                                 | O Canada                                                                            | O Kanada                                                             |
| Kanarieöarna* (del av Spanien)                                         | Marcha Real                                                                         | Kunglig marsch                                                       |
| Kap Verde                                                              | Cântico da Liberdade                                                                | Sång till friheten                                                   |
| Katalonien* (del av Spanien)                                           | Els segadors                                                                        | Skördemännen                                                         |
| Kenya                                                                  | Ee Mungu Nguvu Yetu                                                                 | O, all skapelses Gud                                                 |
| Kina                                                                   | Yiyongjun jinxingqu (义勇军进行曲)                                                  | Volontärarméns marsch                                                |
| Kiribati                                                               | Teirake kaini Kiribati                                                              | Stå Kiribati                                                         |
| Komorerna                                                              | Udzima wa ya Masiwa                                                                 | Unionen av de stora öarna                                            |
| Kongo-Brazzaville                                                      | La Congolaise                                                                       | Kongoljäsen                                                          |
| Kongo-Kinshasa                                                         | Debout Kongolaise                                                                   | Res er kongoleser                                                    |
| Kosovo                                                                 | Europa                                                                              | Europa                                                               |
| Kroatien                                                               | Lijepa naša domovino                                                                | Vårt vackra hemland                                                  |
| Kuba                                                                   | La Bayamesa                                                                         | Bayamo-sången                                                        |
| Laos                                                                   | Pheng Xat Lao                                                                       | Folkets i Laos hymn                                                  |
| Lesotho                                                                | Lesotho Fatse La Bontata Rona                                                       | Lesotho, vårt fädernesland                                           |
| Lettland                                                               | Dievs, svētī Latviju                                                                | Gud välsigne Lettland                                                |
| Libanon                                                                | Koullouna Lilouataan Lil Oula Lil Alam                                              | Vi alla! För vårt land, för vår flagga och ära                       |
| Liberia                                                                | All Hail, Liberia Hail                                                              | Hell alla, Hell Liberia                                              |
| Libyen                                                                 | Libya, Libya, Libya                                                                 | Libyen, Libyen, Libyen                                               |
| Liechtenstein                                                          | Oben am jungen Rhein                                                                | Uppe vid unga Rhen                                                   |
| Litauen                                                                | Tautiška giesmė                                                                     | Nationalsången                                                       |
| Luxemburg                                                              | Ons Heemecht                                                                        | Vårt fädernesland                                                    |
| Madagaskar                                                             | Ry Tanindraza nay malala ô                                                          | O, vårt älskade fädernesland                                         |
| Malawi                                                                 | Mlungu salitsani Malawi                                                             | O Gud välsigne vårt land Malawi                                      |
| Malaysia                                                               | Negara Ku                                                                           | Mitt land                                                            |
| Maldiverna                                                             | Gavmii mi ekuverikan matii tibegen kuriime salaam                                   | I nationell enhet hälsar vi vårt land                                |
| Mali                                                                   | Pour l'Afrique et pour toi, Mali                                                    | För Afrika och för dig, Mali                                         |
| Malta                                                                  | L-Innu Malti                                                                        | Maltas hymn                                                          |
| Marocko                                                                | Hymne Cherifien                                                                     | Marockos nationalsång                                                |
| Marshallöarna                                                          | Forever Marshall Islands                                                            | För alltid Marshallöarna                                             |
| Martinique* (del av Frankrike)                                         | La Marseillaise                                                                     | Marseljäsen                                                          |
| Mauretanien                                                            | National Anthem of Mauritania                                                       | Mauretaniens nationalsång                                            |
| Mauritius                                                              | Motherland                                                                          | Moderland                                                            |
| Mayotte* (del av Frankrike)                                            | La Marseillaise                                                                     | Marseljäsen                                                          |
| Mexiko                                                                 | Himno Nacional Mexicano                                                             | Mexikaner, vid krigets rop                                           |
| Mikronesiska federationen                                              | Patriots of Micronesia                                                              | Mikronesiens patrioter                                               |
| Moldavien                                                              | Limba Noastra                                                                       | Vårt språk                                                           |
| Moçambique                                                             | Viva, Viva a FRELIMO                                                                | Länge leve FRELIMO                                                   |
| Monaco                                                                 | Hymne monégasque                                                                    | Monegaskisk hymn                                                     |
| Mongoliet                                                              | Bügd Nairamdakh Mongol                                                              | Mongoliets nationalsång                                              |
| Montenegro                                                             | Oj, svijetla majska zoro                                                            | O, ljusa majgryning                                                  |
| Montserrat* (del av Storbritannien)                                    | God Save the King                                                                   | Gud bevare kungen                                                    |
| Myanmar                                                                | Kaba Ma Kyei                                                                        | Vi skall älska Burma                                                 |
| Namibia                                                                | Namibia, Land of the Brave                                                          | Namibia, de modigas land                                             |
| Nauru                                                                  | Nauru Bwiema                                                                        | Nauru vårt hemland                                                   |
| Nederländerna                                                          | Wilhelmus van Nassouwe                                                              | Vilhelm från Nassau                                                  |
| Nederländska Antillerna (del av Holland)                               | Beutiful Islands                                                                    | Vackra öar                                                           |
| Nepal                                                                  | Sayaun Thunga Phool Ka                                                              | Vi är hundratals blommor                                             |
| Nicaragua                                                              | Salve a ti, Nicaragua                                                               | Var hälsad, Nicaragua                                                |
| Niger                                                                  | La Nigerienne                                                                       | Nigerianska sången                                                   |
| Nigeria                                                                | Arise O Compatriots, Nigeria's Call Obey                                            | Res er o landsmän, lyd Nigerias kallelse                             |
| Nordirland* (del av Storbritannien)                                    | God Save the King inofficiellt även A Londonderry Air                               | Gud bevare kungen En Londonderrystämning                             |
| Nordkorea                                                              | Aegukka                                                                             | Patriotisk sång                                                      |
| Nordmakedonien                                                         | Denes nad Makedonija                                                                | Idag över Makedonien                                                 |
| Norge                                                                  | Ja, vi elsker dette landet                                                          | Ja, vi älskar detta land                                             |
| Nya Zeeland                                                            | God Defend New Zealand God Save the King                                            | Må Gud försvara Nya Zeeland Gud bevare kungen                        |
| Oman                                                                   | The Sultans Anthem                                                                  | Sultanens hymn                                                       |
| Pakistan                                                               | Pak sarzamin shad bad                                                               | Välsignat vare det heliga landet                                     |
| Palestina                                                              | Biladi                                                                              | Mitt land                                                            |
| Panama                                                                 | Himno Istmeño                                                                       | Isthmus hymn                                                         |
| Papua Nya Guinea                                                       | O Arise, All You Sons                                                               | Res er, alla söner                                                   |
| Paraguay                                                               | Paraguayos, Républica o muerte                                                      | Paraguayaner, republiken eller döden                                 |
| Peru                                                                   | Somos libres, seámoslo siempre                                                      | Vi är fria, låt oss förbli så för alltid                             |
| Pitcairnöarna* (del av Storbritannien)                                 | God Save the King                                                                   | Gud bevare kungen                                                    |
| Polen                                                                  | Mazurek Dąbrowskiego                                                                | Dabrowskis mazurka                                                   |
| Portugal                                                               | A Portuguesa                                                                        | Portugisiska sången                                                  |
| Puerto Rico*                                                           | La Borinqueña                                                                       | Borinqueñan                                                          |
| Qatar                                                                  | As Salam al Amiri                                                                   | Hälsad vare emiren                                                   |
| Republika Srpska* (del av Bosnien-Hercegovina)                         | Moja Republika                                                                      | Min republik                                                         |
| Réunion* (del av Frankrike)                                            | La Marseillaise                                                                     | Marseljäsen                                                          |
| Rumänien                                                               | Deșteaptă-te, române Trei culori                                                    | Vakna, rumän Tre färger                                              |
| Ryssland                                                               | Гимн Poccийcкoй Фeдepaций                                                           | Hymn till Ryska federationen                                         |
| Rwanda                                                                 | Rwanda rwacu                                                                        | Vårt Rwanda                                                          |
| Saint Kitts och Nevis                                                  | Oh Land of Beauty                                                                   | O vackra land                                                        |
| Saint Lucia                                                            | Sons and Daughters of St. Lucia                                                     | Saint Lucias söner och döttrar                                       |
| Saint-Pierre och Miquelon* (del av Frankrike)                          | La Marseillaise                                                                     | Marseljäsen                                                          |
| Saint Vincent och Grenadinerna                                         | St Vincent Land So Beautiful                                                        | Saint Vincent det vackra landet                                      |
| Salomonöarna                                                           | God Save Our Solomon Islands                                                        | Gud bevare våra Salomonöar                                           |
| Samoa                                                                  | Samoa Tula’i                                                                        | Frihetens fana                                                       |
| Sankta Helena, Ascension och Tristan da Cunha* (del av Storbritannien) | God Save the King                                                                   | Gud bevare kungen                                                    |
| São Tomé och Príncipe                                                  | Independência total                                                                 | Totalt oberoende                                                     |
| Saudiarabien                                                           | Aash Al Maleek                                                                      | Länge leve vår älskade kung                                          |
| Schweiz                                                                | Schweizerpsalm/Cantique suisse/Salmo svizzero/Psalm svizzer                         | Schweizerpsalm                                                       |
| Sealand                                                                | E Mare Libertas God Save the King                                                   | Från havet, frihet Gud bevare kungen                                 |
| Senegal                                                                | Le Lion rouge                                                                       | Knäpp på era koras, slå på balafonerna                               |
| Serbien                                                                | Bože pravde                                                                         | Rättvisans gud                                                       |
| Sierra Leone                                                           | High We Exalt Thee, Realm of the Free                                               | Högt vi höjer dig, de frias rike                                     |
| Singapore                                                              | Majulah Singapura                                                                   | Må Singapore gå framåt                                               |
| Skottland* (del av Storbritannien)                                     | God Save the King (se även Skottlands nationalsång för inofficiella nationalsånger) | Gud bevare kungen                                                    |
| Slovakien                                                              | Nad Tatrou sa blýska                                                                | Det blixtrar på Tatra                                                |
| Slovenien                                                              | Zdravljica Naprej zastava slave                                                     | En skål Gå framåt, ärans flagga                                      |
| Spanien                                                                | Marcha Real                                                                         | Kunglig marsch                                                       |
| Sri Lanka                                                              | Sri Lanka Matha                                                                     | Moder Sri Lanka                                                      |
| Storbritannien                                                         | God Save the King                                                                   | Gud bevare kungen                                                    |
| Sudan                                                                  | Nahnu Djundulla Djundulwatan                                                        | Vi är guds och vårt lands armé                                       |
| Surinam                                                                | God zij met ons Suriname                                                            | Må Gud vare med vårt Surinam                                         |
| Sverige                                                                | Kunglig hymn: Kungssången Nationalsång: Du gamla, du fria                           |                                                                      |
| Swaziland                                                              | Nkulunkulu Mnikati wetibusiso temaSwati                                             | O Gud, som skänker välsignelse över swazierna                        |
| Sydafrika                                                              | Nkosi sikelel' iAfrika                                                              | Gud välsigne Afrika                                                  |
| Sydkorea                                                               | Aegukka                                                                             | Den patriotiska sången                                               |
| Sydsudan                                                               | South Sudan Oyee!                                                                   | Sydsudan hurra!                                                      |
| Syrien                                                                 | Humat ad-Diyar                                                                      | Väktare av hemlandet                                                 |
| Taiwan (omtvistat område)                                              | San Min Chu I The Flag Raising Song                                                 | Folkets rättigheter Sången för flaggans hissande                     |
| Tanzania                                                               | Mungu ibariki Afrika                                                                | Gud välsigne Afrika                                                  |
| Tchad                                                                  | La Tchadienne                                                                       | Tchadsången                                                          |
| Thailand                                                               | Civil: Phleng Chat Kunglig: Phleng Sansaroen Phra Barami                            | Nationalsång [Översättning saknas; komplettera gärna informationen!] |
| Tjeckien                                                               | Kde domov můj?                                                                      | Var är mitt hem?                                                     |
| Togo                                                                   | Salut à toi, pays de nos aïeux                                                      | Hyllningar till dig, våra förfäders land                             |
| Tonga                                                                  | Koe Fasi Oe Tu'i Oe Otu Tonga                                                       | Tongaöarnas kungs sång                                               |
| Trinidad och Tobago                                                    | Forged From The Love of Liberty                                                     | Smidda tillsammans av kärleken till friheten                         |
| Tunisien                                                               | Himat Al Hima                                                                       | Försvarare av hemlandet                                              |
| Turkiet                                                                | İstiklâl Marşı                                                                      | Självständighetens marsch                                            |
| Turkmenistan                                                           | Garaşsyz, Bitarap, Türkmenistanyň döwlet gimni                                      | Oberoende, neutral, turkmenistansk nationalsång                      |
| Turks- och Caicosöarna* (del av Storbritannien)                        | God Save the King                                                                   | Gud bevare kungen                                                    |
| Tuvalu                                                                 | Tuvalu mo te Atua                                                                   | Tuvalu för den allsmäktige                                           |
| Tyskland                                                               | Einigkeit und Recht und Freiheit (= 3:e strofen av Das Lied der Deutschen)          | Enighet och rätt och frihet                                          |
| Uganda                                                                 | Oh Uganda, Land of Beauty                                                           | O Uganda, vackra land                                                |
| Ukraina                                                                | Sjtje ne vmerla Ukraina                                                             | Ukraina har inte dött ännu                                           |
| Ungern                                                                 | Himnusz                                                                             | Gud välsigne ungrarna                                                |
| Uruguay                                                                | Orientales, la Patria o la tumba                                                    | Uruguayaner, fädernelandet eller döden!                              |
| USA                                                                    | The Star-Spangled Banner                                                            | Stjärnbaneret                                                        |
| Vanuatu                                                                | Yumi, Yumi, Yumi                                                                    | Vi, vi, vi                                                           |
| Vatikanstaten                                                          | Inno e Marcia Pontificale                                                           | Hymn och påvlig marsch                                               |
| Venezuela                                                              | Gloria al bravo pueblo                                                              | Ära åt den modiga nationen                                           |
| Vietnam                                                                | Tiến Quân Ca                                                                        | Trupperna avancerar                                                  |
| Vojvodina (del av Serbien)                                             | Bože pravde                                                                         | Rättvisans gud                                                       |
| Wales* (del av Storbritannien)                                         | God Save the King Hen Wlad Fy Nhadau                                                | Gud bevare kungen Mina fäders land                                   |
| Wallis- och Futunaöarna* (del av Frankrike)                            | La Marseillaise                                                                     | Marseljäsen                                                          |
| Zambia                                                                 | Stand and Sing of Zambia, Proud and Free                                            | Stå upp och sjung för Zambia, stolt och fri                          |
| Zimbabwe                                                               | Kalibusiswe Ilizwe leZimbabwe God Bless Africa                                      | Välsignat vare landet Zimbabwe Gud välsigne Afrika                   |
| Åland* (del av Finland)                                                | Ålänningens sång                                                                    |                                                                      |
| Österrike                                                              | Land der Berge, Land am Strome                                                      | Bergens land, land vid floden                                        |
| Östtimor                                                               | Pátria                                                                              | Fosterland                                                           |